# Дзвінкий ясенний дрижачий
Ясенний (альвеолярний) дрижачий — тип приголосного звука, що існує в деяких людських мовах. Символ Міжнародного фонетичного алфавіту для зубних, ясенних і заясенних дрижачих — r, а відповідний символ X-SAMPA — r.
У більшості індоєвропейських мов цей звук принаймні інколи алофонічний із ясенним одноударним [ɾ], хоча в деяких, наприклад у каталонській, іспанській і албанській вони є окремими фонемами.

## Властивості
Властивості ясенного дрижачого:
- Тип фонації — дзвінка, тобто голосові зв'язки вібрують від час вимови.
- Спосіб творення — дрижачий, тобто він артикулюється дрижанням язика в місці творення.
- Місце творення — ясенне, тобто звук артикулюється кінчиком або передньою спинкою язика проти ясенного бугорка.
- Це ротовий приголосний, тобто повітря виходить крізь рот.
- Це центральний приголосний, тобто повітря проходить над центральною частиною язика, а не по боках.
- Механізм передачі повітря — егресивний легеневий, тобто під час артикуляції повітря виштовхується крізь голосовий тракт з легенів, а не з гортані, чи з рота.

## Вищий ясенний не сонорний дрижачий
У чеській мові існує звук, відмінний від [r] (у таких словах як rybáři [ˈrɪbaːr̝ɪ] «рибалки», і прізвищі Dvořák). Його спосіб творення подібний, але язик знаходиться вище, він частково фрикативний. Орфографічно позначається літерою ř, а в МФА як [r̝]. Основна реалізація дзвінка, але є глухий алофон. (Прослухати: Antonín Dvořák [ˈantoɲiːn ˈdvor̝aːk] д·і).

## Приклади

### Альвеолярний
| Мова            | Мова                              | Слово       | МФА          | Значення                | Примітки |
| --------------- | --------------------------------- | ----------- | ------------ | ----------------------- | --- |
| Абхазька        | Абхазька                          | ашəара      | [aʃʷara]     | 'міра'                  | |
| Адигейська      | Адигейська                        | речӀы       | [retʃʼə]     | 'руйнівний'             | |
| Африкаанс       | Африкаанс                         | rooi        | [rɔɪ]        | 'червоний'              | |
| Албанська       | Албанська                         | rrush       | [ruʃ]        | 'гроно'                 | Противопоставляется /ɾ/.                                                                                           |
| Арабська        | Арабська                          | رأس         | [rɑʔs]       | 'голова'                | |
| Вірменська      | Східна вірменська                 | ռումբ       | [rumb] д·і   | 'гарматне ядро'         | |
| Астурійська     | Астурійська                       | xenru       | [ˈʃẽ̞nru]     | 'зять'                  | |
| Баскська        | Баскська                          | errota      | [erot̪a]      | 'млин'                  | |
| Болгарська      | Болгарська                        | награда     | [nɐɡrada]    | 'нагорода'              | |
| Валійська       | Валійська                         | Rhagfyr     | [ˈr̥aɡvɨr]    | 'грудень'               | Протиставляється /r̥/.                                                                                              |
| Західнофризька  | Західнофризька                    | rûp         | [rup]        | 'гусениця'              | |
| Данська         | Деякі носії ютландського діалекту | ?           |              |                         | Літературна вимова — [ʁ ~ ʕ].                                                                                      |
| Нідерландська   | Більшість діалектів               | rood        | [roːt] д·і   | 'червоний'              | Може також вимовлятися як [ɾ]. Вимова /r/ різниться залежно від регіону.                                           |
| Англійська      | Шотландський діалект              | curd        | [kʌrd]       | 'свіжий сир'            | Тільки у деяких говірках. В інших вимовляється як [ɾ ~ ɹ].                                                         |
| Есперанто       | Есперанто                         | tri         | [tri] д·і    | 'три'                   | |
| Естонська       | Естонська                         | narr        | [nɑrː]       | 'повний'                | |
| Галісійська     | Галісійська                       | ría         | [ˈri.a]      | 'лиман'                 | Протиставляється /ɾ/. Не трапляється наприкінці складу.                                                            |
| Німецька        | Північні діалекти                 | Schmarrn    | [ʃmɑrn] д·і  | 'дурниця'               | Дрижачий звук вимовляють лише деякі носії діалекту, інші вимовляють однонаголошений.                               |
| Німецька        | Літературна                       | Schmarrn    | [ʃmɑrn] д·і  | 'дурниця'               | Може вимовлятися як зубний дрижачий або альвеолярний однонаголошений.                                              |
| Німецька        | Південний діалект                 | Schmarrn    | [ʃmɑrn] д·і  | 'дурниця'               | Може бути однонаголошеним.                                                                                         |
| Грецька         | Літературна                       | άρτος       | [ˈartos]     | 'хліб' (заст.), 'артос' | Алофон звука /r/. Зазвичай у групах приголосних, в інших випадках стає апроксимантом або однонаголошеним.          |
| Грецька         | Кіпрський діалект                 | βορράς      | [voˈrːas]    | 'північ'                | Протиставляється звуку /ɾ/.                                                                                        |
| Іврит           | діалект Мізрахи                   | ראשׁ         | [roʃ]        | 'голова'                | |
| Гінді           | Гінді                             | घर          | [ɡʱər]       | 'дім'                   | |
| Ісландська      | Ісландська                        | rós         | [ˈroːus]     | 'троянда'               | Протиставляється звуку /r̥/.                                                                                        |
| Ілоканська      | Ілоканська                        | gurruod     | [ɡʊˈruʔod]   | 'грім'                  | Протиставляється звуку /ɾ/.                                                                                        |
| Італійська      | Італійська                        | terra       | [ˈtɛrra] д·і | 'Земля'                 | |
| Келе            | Келе                              | [ⁿrikei]    | [ⁿrikei]     | 'нога'                  | |
| Киргизька       | Киргизька                         | ыр          | [ɯr]         | 'пісня'                 | |
| Латиська        | Латиська                          | rags        | [räks̪]       | 'ріг'                   | |
| Македонська     | Македонська                       | игра        | [iɡra]       | 'гра'                   | |
| Малайська       | Літературна                       | arah        | [arah]       | 'напрямок'              | |
| Маратхі         | Літературна                       | रबर         | [rəbər]      | 'гума'                  | |
| Нгве            | Діалект нджоані                   | [lɛ̀rɛ́]      | [lɛ̀rɛ́]       | 'око'                   | |
| Перська         | Перська                           | رستم Rostam | [ˈrostʌm]    | 'Рустам'                | Алофон [ɾ] на початку слова.                                                                                       |
| Польська        | Польська                          | krok        | [krɔk] д·і   | 'крок'                  | У деяких носіїв протиставляється /r̝/.                                                                              |
| Португальська   | Деякі діалекти                    | honrar      | [õˈraɾ]      | 'шанувати'              | Давніший ротичний відповідає гуторальному R більшості діалектів; протиставляється /ɾ/. Див. Португальська фонетика |
| Російська       | Російська                         | рог         | [rok]        | 'ріг'                   | Може також вимовлятися як /ɾ/                                                                                      |
| Шотландська     | Шотландська                       | wir         | [wir]        | 'наш(е)'                | |
| Сербохорватська | Сербохорватська                   | рт / rt     | [r̩t]         | 'мис'                   | Може бути складовим.                                                                                               |
| Словацька       | Словацька                         | krk         | [kr̩k]        | 'шия'                   | Може бути однонаголошеним, зокрема, коли не є складовим.                                                           |
| Словенська      | Словенська                        | riž         | [ríːʃ]       | 'рис'                   | Також транскрибується як ɾ, і може варіювати між [r] та ɾ.                                                         |
| Іспанська       | Іспанська                         | perro       | [ˈpe̞ro̞]      | 'собака'                | Протиставляється звуку /ɾ/.                                                                                        |
| Шведська        | Більшість діалектів               | rov         | [ruːv] д·і   | 'здобич'                | |
| Таджицька       | Таджицька                         | арра        | [ʌrrʌ]       | 'бачив (-ла)'           | |
| Тайська         | Літературна                       | พรุ่งนี้        | [pʰrûŋ.níː]  | 'завтра'                | |
| Тітан           | Тітан                             | [ⁿrakeiʔin] | [ⁿrakeiʔin]  | 'дівчата'               | |
| Убихська        | Убихська                          | [bəqˤʼərda] | [bəqˤʼərda]  | 'обертатися'            | |
| Українська      | Українська                        | рух         | [rux]        | 'рух'                   | |
| Сапотекська     | Тілкуяпан                         | r-ree       | [rəˀə]       | 'виходити, гуляти'      | Як правило, дві серії звуків /ɾ/.                                                                                  |
| Фінська         | Фінська                           | purra       | [purːɑ]      | 'кусати'                | |
| Французька      | Африканський варіант              | rouge       | [ruʒ]        | 'червоний'              | |
| Французька      | Корсиканський діалект             | rouge       | [ruʒ]        | 'червоний'              | |
| Французька      | Сільський квебекський діалект     | rouge       | [ruʒ]        | 'червоний'              | |
| Французька      | Південний діалект                 | rouge       | [ruʒ]        | 'червоний'              | |
| Чеська          | Чеська                            | chlor       | [xlɔ̝ːr]      | 'хлор'                  | Протиставляється звуку /r̝/; може бути складовим (плавним)                                                          |
| Японська        | Деякі діалекти                    | 羅針 rashin | [raɕĩɴ]      | 'компас'                | Звичайніше [ɾ]. Вживання [r] у японському мовленні прийнято звати макідзіта (巻き舌).                              |